# Slovenská esperantská federace
| Esperanto |  |
| |  |
| Jazyk |  |
| |  |
| - Akademie esperanta - Gramatika - Slovníky - Esperantologie - Abeceda - Číslovky - Fundamento - lernu! - Letní škola esperanta                                                                             |  |
| |  |
| Organizace |  |
| |  |
| - UEA - TEJO - E@I - EEU - SAT - Český esperantský svaz - Česká esperantská mládež - Esperantské kluby - Katolíci                                                                                           |  |
| |  |
| Dějiny |  |
| |  |
| - Ludvík Lazar Zamenhof - Časová osa - Buloňská deklarace - Ido-schizma - Krize ata/ita - Neutrální Moresnet - Interhelpo - Pražský manifest - Bona Espero - Esperantské město                              |  |
| |  |
| Kultura |  |
| |  |
| - Esperantská setkání - Pasporta Servo - Hudba - Rozhlas - Finvenkismus - Homaranismus - Kabei - Politika - La Espero - Stelo - Symboly (vlajka) - UK - IJK - Esperantista - Rodilí mluvčí - Zamenhofův den |  |
| |  |
| Literatura |  |
| |  |
| - Autoři - Esperantské časopisy - Esperantské slovníky - PIV - Wikipedie - KAEST |  |
| |  |
| Úhly pohledu |  |
| |  |
| - Propedeutická hodnota - Srovnání s idem - Srovnání s interlinguou - Reformy - Odpor vůči esperantu |  |

Slovenská esperantská federace, v esperantu Slovakia Esperanta Federacio, zkratka SKEF, je slovenské občanské sdružení se zaměřením na podporu mezinárodního pomocného jazyka esperanto. Je uznána za zemskou organizaci Světového esperantského svazu (UEA) pro Slovensko.
Orgánem SKEF je časopis Esperantisto Slováka [zdroj?], předsedou je Peter Baláž.

## Cíl
Cílem federace je rozšiřovat a prakticky používat jazyk esperanto, propagovat a používat jej v komunikaci, sdružovat lidi s cílem odstraňovat jazykovou diskriminaci a propagovat Slovensko v zahraničí. Za tímto účelem federace pořádá akce podporující používání esperanta a vzdělávání v tomto jazyce.

## Činnost
Slovenská esperantská federace je nejvyšším reprezentantem esperantského hnutí na Slovensku, je Landesorganisation Světového esperantského svazu. SKEF zastřešuje několik místních klubů a organizací na Slovensku.

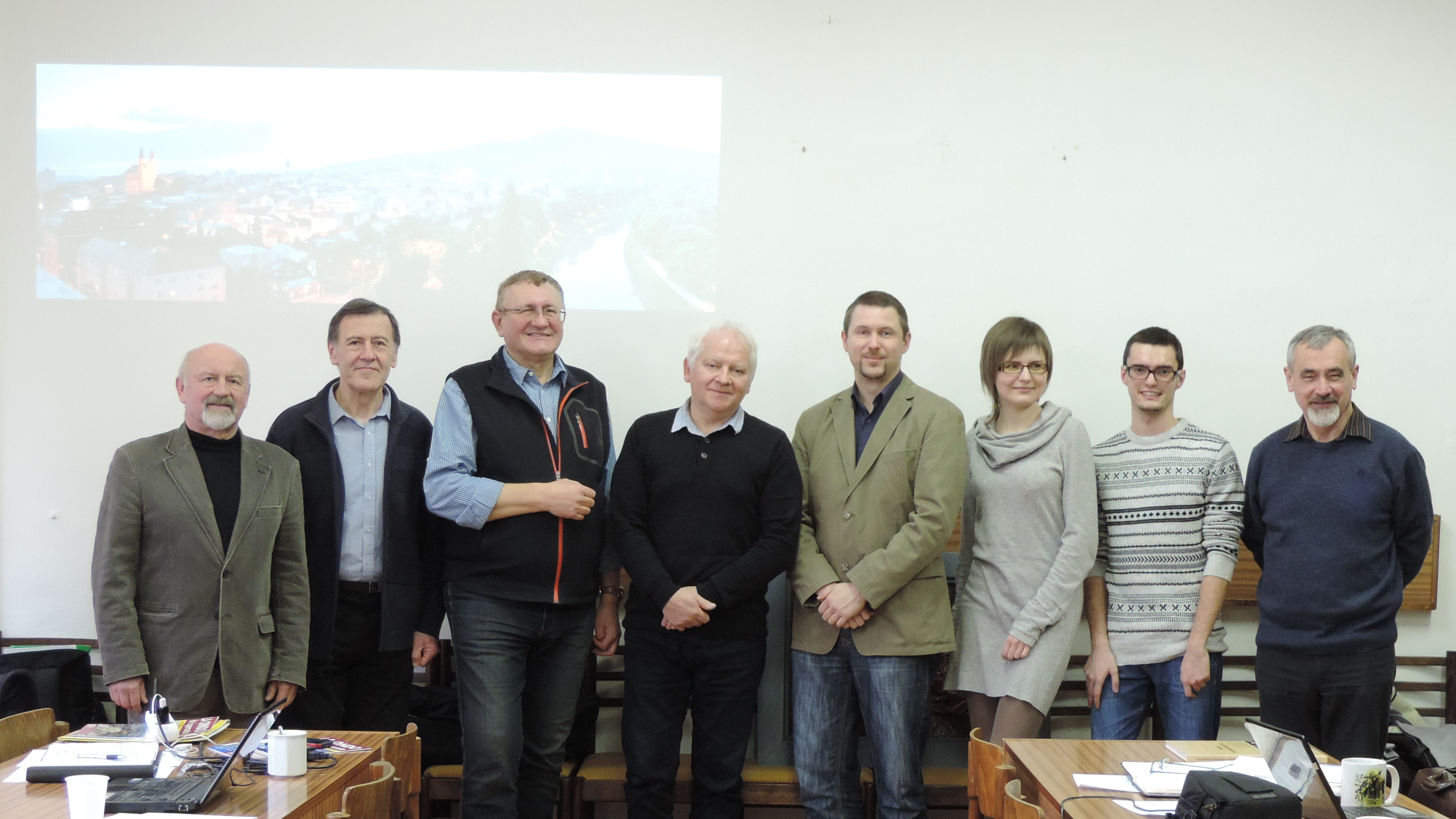
Organizační výbor 101. světového kongres esperanta, který Slovenská esperantská federace pořádá v roce 2016 v Nitře

SKEF kandidovala na pořádání 101. světového kongresu esperanta (rok 2016) v Nitře. V srpnu 2014, během 99. světového kongresu esperanta v Buenos Aires, vyhlásilo předsednictví UEA, že z 4 kandidátských míst byla vybrána právě Nitra. Bude to tak první Světový kongres esperanta na území Slovenska. Nad kongresem už probral záštitu prezident Andrej Kiska a připravuje se speciální poštovní známka s tematikou kongresu.
V roce 2015 byla SKEF z zemských esperantských organizací Evropské unie vyhodnocena jako nejúspěšnější v informování o esperantu a byla oceněna cenou Nadace Cigno.

## Dějiny
Po Sametové revoluci bylo esperantské hnutí na Slovensku oslabené. Po krátkém odmlčení se však esperantisté na Slovensku opět sdružili a začali aktivně pracovat. Výsledkem bylo svolání Zakládajícího kongresu Slovenské esperantské federace (SKEF), který se uskutečnil ve dnech 31.5-1.6. 1997 v Pribylině. Předsedou byl zvolen Juraj Gondžúr ze Žiliny.
První kongres SKEF-u se uskutečnil 29. až 31. května 1998 v Košicích. Předsedou byl zvolen Ján Vajs z Liptovského Mikuláše. Ján Vajs během svého funkčního období využíval své organizační schopnosti, a vytvořil dobrý prostor, ukázal směr a metody, jak využít stávající možnosti, které mohou být příznivé pro esperantské hnutí.
Druhý kongres SKEF-u se uskutečnil 2. června 2001 v Ružomberku. Během kongresu byl zvolen předsedou Milan Zvara z Popradu, dlouholetý aktivní esperantista a funkcionář. Jeho jméno bylo známé také v zahraničí.
Začátkem roku 2002 Zvara zemřel a bylo třeba svolat Mimořádný kongres, který se uskutečnil 19. května 2002. Na něm byla zvolena do funkce předsedy Marie Tomašovičová z Nového Města nad Váhom.
Třetí kongresu SKEF-u se konal od 28. do 30. května 2004 v Brezové pod Bradlom. Předsedou byl zvolen Juraj Gondžúr.
Na čtvrtém kongresu, který se konal 24. – 27. května 2007 v Martině, si slovenský esperantisté připomněli sto let esperanta na Slovensku. Novým předsedou byl zvolen Rastislav Šarišský.
Pátý kongres se konal v roce 2010, šestý kongres v roce 2013, sedmý v 2016.

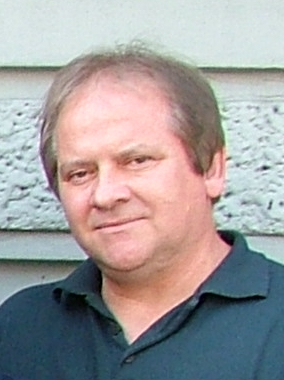
Stano Marček, předseda do 2016
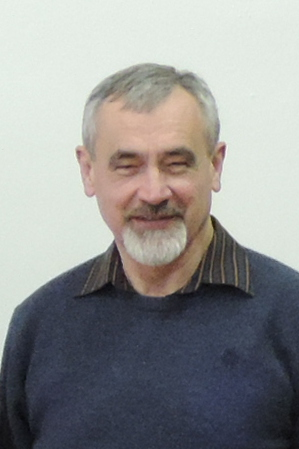
Ján Vajs byl předsedou v letech 1998 – 2001